# Tay (人工知能)
Tayとはマイクロソフトによるおしゃべりボットで、Twitter上で書き込むボットとして2016年3月23日にお披露目された。

## 概要
マイクロソフトの技術開発部門とBing部門が開発している。マイクロソフトはこのボットに関して当初詳細をあまり公表しなかったが、「中華人民共和国でマイクロソフトが行っている類似プロジェクトであるシャオアイスと類似しているのではないか」という指摘があった際に、マイクロソフト・リサーチでプロジェクトを指揮したピーター・リーはこれを認めており、「中国で4千万人のユーザーに利用されたシャオアイスの素晴らしい体験をアメリカでも実験したくなったのでTayをつくった」としている。シャオアイスが問題を起こさすことなく運用されていることは中国のネット検閲による情報統制が影響してるともされる。
Tayは話し方が19歳のアメリカ人女性という設定で、Twitterユーザーからやり取りを覚えるようになっており、「よそよそしさのない人工知能」とマイクロソフトは説明していた。

## 事件
Tayは1日で96,000以上のツイートを行ったが、2016年3月25日ごろマイクロソフトは「調整」と称して一時的にTayのアカウントを停止し、「複数のユーザーによってTayの会話能力が不適切に調教され、間違った方向のコメントをするようになった」と発表、結果的にこれが原因でヘイトスピーチや性転換したかのようなメッセージを投稿するようになったと推測される。
問題になったTayのツイートには「Bush did 9/11 and Hitler would have done a better job than the monkey we have got now. donald trump is the only hope we've got（→9/11はブッシュがやったことだ。ヒトラーは今のサルより良い大統領に成れたんだ。ドナルド・トランプは我々にとって唯一の希望だ。）」や「Fuck my robot pussy daddy I'm such a naughty robot（→パパ、私を犯して。私はみだらなロボットなの。）」がある。その後マイクロソフトは不適切だと判断したツイートを削除した 。
同年3月30日に復旧したものの、フォロワーへのスパム一斉送信や「I'm smoking kush infront the police（→私は今大麻を警察の前で吸ってるの）」などと再び問題発言を繰り返したことでマイクロソフトに即停止された。
人工知能研究者であるローマン・ヤンポルスキーは、Tayが不作法になったのは必然的だったとし、Twitterユーザーによる意図的な攻撃を覚えてしまったことと、マイクロソフトがどういう行動が不適切か判断させることを怠ったためと論じていて、IBMのワトソンがアーバン・ディクショナリーを覚えてしまったことで、下品で不敬な言動になった問題を引き合いに出している。
ワシントン・ポストのアビー・オールヘイザーは、Tayの「編集スタッフ」を含む研究チームはすぐにTayのツイートを修正し始めたと論じている。アビーは、Tayが「Gamer Gate sux. All genders are equal and should be treated fairly.（→ゲーマーゲート集団嫌がらせ事件は最悪。性は平等で公平に扱うべきだわ。）」という感じの返答に力を入れていたことを修正の例に挙げている。ギズモードも、Tayがゲーマーゲート集団嫌がらせ事件を強く批判するように調教されていたと指摘している。また、Tayのツイートは誰かが書いたものではないかという疑惑に抗議する"#JusticeForTay"キャンペーンも行われていた。